# 紀元前402年
紀元前402年（きげんぜん402ねん）は、ローマ暦の年である。
当時は、「アハラ、コルヌトぅス、フィデナス、カピトリヌス、エスクイリヌス、フィデナスが執政武官に就任した年」として知られていた（もしくは、それほど使われてはいないが、ローマ建国紀元352年）。紀年法として西暦（キリスト紀元）がヨーロッパで広く普及した中世時代初期以降、この年は紀元前402年と表記されるのが一般的となった。

## 他の紀年法
- 干支 : 己卯
- 日本
  - 皇紀259年
  - 孝昭天皇74年
- 中国
  - 周 - 威烈王24年
  - 秦 - 簡公13年
  - 晋 - 烈公14年
  - 楚 - 声王6年
  - 斉 - 康公3年
  - 燕 - 簡公13年
  - 趙 - 烈侯7年
  - 魏 - 文侯44年
  - 韓 - 景侯7年
- 朝鮮
  - 檀紀1932年
- ベトナム :
- 仏滅紀元 : 143年
- ユダヤ暦 : 3359年 - 3360年

## できごと

### ギリシア
- マケドニア王アルケラオス1世 (Archelaus I) が、テッサリアのラリサにおける親マケドニア派の寡頭制政権の成立を支援した。

### 中国
- 周の威烈王が死去し、安王が即位した。
- 楚の声王が在位6年にして賊に暗殺される。

## 誕生
- ポキオン - アテナイの政治家、将軍（紀元前318年ころ没）

## 死去
- 周の威烈王 - 中国の周（東周）の王
- 声王 - 楚の王